# Edith Clever
Edith Clever, née le 13 décembre 1940 à Wuppertal, est une comédienne et metteur en scène allemande.

## Filmographie
Sauf indication contraire, les informations mentionnées dans cette section peuvent être confirmées par la base de données cinématographiques IMDb,  présente dans la section « Liens externes ».
- 2020 : Jedermann (téléfilm), de Michael Sturminger et André Turnheim : la mère de Jedermann — d'après Hugo von Hofmannsthal
- 2008 : Die Zofen (téléfilm), d'Andreas Morell : Gnädige Frau — d'après Les Bonnes de Jean Genet
- 1994 : Un rêve, quoi d'autre ? (téléfilm), d'Hans-Jürgen Syberberg : Sybille von Bismarck
- 1990 : La Marquise d'O... (téléfilm), d'Hans-Jürgen Syberberg : la marquise
- 1987 : Penthesilea (téléfilm), d'Hans-Jürgen Syberberg — d'après Heinrich von Kleist
- 1987 : Mademoiselle Else (téléfilm), d'Hans-Jürgen Syberberg — d'après Arthur Schnitzler
- 1987 : Edith Clever lit Joyce : le monologue de Molly Bloom, d'Hans-Jürgen Syberberg
- 1986 : Drei Schwestern (téléfilm), de Peter Stein : Olga
- 1985 : La Nuit, d'Hans-Jürgen Syberberg
- 1982 : L'Orestie (téléfilm) de Peter Stein — d'après Eschyle
- 1982 : Parsifal, d'Hans-Jürgen Syberberg : Kundry
- 1980 : Groß und Klein, de Peter Stein : Lotte — d'après Peter Stein et Botho Strauss
- 1979 : Trilogie des Wiedersehens (téléfilm), de Botho Strauss
- 1979 : L'Adolescente, de Jeanne Moreau : Eva, la mère
- 1976 : Sommergäste, de Peter Stein : Varvara Basova, la femme de Sergej — d'après Maxime Gorki et Botho Strauss
- 1976 : La Marquise d'O..., d'Éric Rohmer : la marquise
- 1976 : La Femme gauchère (Die linkhändige Frau), de Peter Handke
- 1975 : Nouvelles de Henry James (série télévisée), épisode Les Raisons de Georgina : Georgina Greffie
- 1974 : Die Bakchen (Les Bacchantes) (téléfilm), de Klaus Michael Grüber — d'après Euripide
- 1971 : Peer Gynt (téléfilm) de Peter Stein, Botho Strauss et al. : Ase — d'après Henrik Ibsen
- 1971 : Die Mutter (téléfilm) — d'après Bertolt Brecht et Maxime Gorki
- 1969 : I Torquato Tasso (téléfilm) de Martin Batty : Leonore Sanvitale, Gräfin von Scandiano — d'après Goethe
- 1968 : Im Dickicht der Städte (téléfilm) de Martin Batty et Peter Stein : Marie Garga — d'après Bertolt Brecht
- 1968 : Maß für Maß (téléfilm), de Peter Zadeck
- 1966 : Die Unberatenen (téléfilm), de Peter Zadeck
- 1964 : Aktion T4 (téléfilm), de Max Peter Ammann